# 国立中興大学
国立中興大学（こくりつちゅうこうだいがく、英語: National Chung Hsing University、公用語表記: 國立中興大學）は、台中市南区興大路145号に本部を置く中華民国の国立大学。1919年創立、1971年大学設置。大学の略称は興大、NCHU。

## 概要
日本統治時代の1919年に設置された台湾総督府農林専門学校を起源とする。1928年に台北帝国大学に統合されたが、1943年に再独立、第二次世界大戦後に大学となり現在に至っている。
12学部を有する総合大学であり、農学、農業経済学、獣医学、生命科学、トランスレーショナルメディシン、生体医工学、生物工学、グリーンテクノロジーなど、農業・環境・生命系に強みを持つ。2022年には台湾の2050ゼロ排出目標（2050淨零排放路徑）と中興新村の大学都市計画に基づき、南投キャンパスにはアジア初の循環経済研究院を設立し、新しい農業技術、スマートテクノロジー、半導体技術の研究を行っている。また、台中市政府との連携により、デジタルカルチャーの促進とスマートシティの開発を通じて地域社会の発展を図っている。
2つの附属高等学校（中興大学附属農業高等学校と中興大学附属高等学校）を擁している。

### 学風および特色
中興大学はその長い歴史を通じて、台湾の様々な業界に多くの卒業生を送り出している。特に政府部門や技術官僚の分野に多く、行政院の各部会においても、中興大学出身の首長が多く見られる。学風は穩健かつ進取的で、台湾中部に位置することから、台湾の幅広い地域からの学生集まっている。

## キャンパス
- 本部キャンパス：キャンパスは本部キャンパス（台中市南区）のみ。53エーカーのキャンパスには、文学院、理学院、工学院、農学院、生命科学院、獣医学院、社会科学管理学院、進修部の校舎が設置されている。

- 南投キャンパス：循環経済研究学院、データと人工知能専門学院、材料専門学院、法律専門学院、環境と気候変動専門学院、イノベーション産業国際学院が設置されている。

- 林業実習場
  - 文山林場（新北市）
  - 恵蓀林場（南投県）
  - 東勢林場（台中市）
  - 新化林場（台南市）

- 実習農場
  - 台中市霧峰区
  - 台中市烏日区

## 沿革

### 台北帝国大学との関連
台湾総督府農林専門学校として創立した当初のキャンパスは、現在の国立台湾大学公館総キャンパス内に位置していた。1928年に台北帝国大学が設立されると、台湾総督府農林専門学校はその附属農林専門部となったが、1942年に台中で再独立した。現在の台湾大学と中興大学は、台湾内に2校しかない台北帝国大学を前身とする大学である。

### 北海道大学との関連
中興大学と北海道大学は深い歴史的な繋がりがある。日本統治時代、現在の中興大学の実習林場は、旧北海道帝国大学農学部の実験林だった。また、その当時の中興大学の教員は全員、北海道帝国大学農学部の卒業生だった。
中興大学の歴代学長の中には、北海道帝国大学出身の者が3人（大島金太郎（1920-1934年）、八谷正義（1934-1938年）、野田幸豬（1938-1948年））いる。このうち八谷正義は、学長を退任した後、日本へ戻り北海道大学の学長に就任した。

### 年表
- 1919年：「台湾総督府農林専門学校」として開校
- 1922年：「台湾総督府高等農林学校」と改称
- 1927年：「台北高等農林学校」と改称
- 1928年：台北帝国大学（現在の国立台湾大学）の「附属農林専門部」に改編
- 1943年4月：台北帝国大学から分離し、「台湾総督府台中高等農林学校」と改称（同年10月台中市（中国語版）に移転）
- 1944年4月：「台湾総督府台中農林専門学校」と改称
- 1946年10月：「台湾省立農学院」と改編
- 1961年：「台湾省立中興大学」と改編
- 1971年：「国立台湾中興大学」と改称
- 2000年：法商学院を国立台北大学に編入

## 組織
文学部
- 中国文学科/研究科
- 外国語文学科/研究科
- 歴史学科/研究科
- 図書館情報学研究科
- 台湾文学研究科
- 言語センター

生命科学部
- 生命科学科
- 生物科学研究科
- 分子生物学研究科
- 生物医学研究科
- 社会人修士課程

農業天然資源学部
- 農芸学科
- 園芸学科
- 畜産学科
- 森林学科
- 植物病理学科
- 土壌保水学科
- 食品応用生物テクノロジー学科
- 土壤環境科学科
- 昆虫学科
- 応用経済学科
- 生物産業機電技術学科
- 農業推進教育研究科
- 生物テクノロジー研究科
- 農村計画研究科
- 国際農企業学科

理学部
- 応用数学科/研究科
- 物理学科/研究科
- 化学科/研究科
- 情報科学科/研究科
- 科学教育情報センター

工学部
- 土木技術学科/研究科
- 電機技術学科/研究科
- 機械技術学科/研究科
- 化学技術学科/研究科
- 環境技術学科/研究科
- 材料技術系/研究科
- 精密技術研究科
- テクノロジー研究センター
- 機械実習工場

獣医学部
- 獣医学科所
- 獣医病理学研究科
- 獣医微生物学研究科
- 獣医公共衛生学研究科
- 獣医実習委員
- 動物疾病診断センター

社会科学管理学部
- 企業管理学科所
- 財務金融学科
- 資訊管理学科
- 販売学科
- 国際政治研究科
- テクノロジー管理研究科
- 電子ビジネス研究科
- 会計学研究科
- 科学技術法律研究科
- 経営学修士社会人コース（EMBA）

法政学部
- 法律学科
- 国際政治研究科
- 国家の政策と公共事務研究科
- 教師発展研究科
- グローバル事務修士課程（英語）

医学部
- 4年制大学卒業後医学科

進修推進部
- 中國文文系進修学士課程
- 外国語文学科進修学士課程
- 歴史学科進修学士課程
- 企業管理学科進修学士課程
- 会計学科進修学士班
- 農業経営学科進修学士班

研究センター
- 生物テクノロジー研究センター
- ナノテクノロジー研究センター
- 台湾人文研究センター
- 組織構造・幹細胞研究センター
- 台湾企業研究センター
- 平和戦略研究センター
- 産業研究センター
- 市場調査研究センター
- 土壤及地下水汚染除去研究センター

## 教員

### 歴代学長
台湾總督府農林專門學校（台北公館）
| 代 | 氏名       | 任期                         |
| -- | ---------- | ---------------------------- |
| 1  | 阿部文夫   | 1919年4月19日～1920年5月26日 |
| 2  | 大島金太郎 | 1920年5月27日～1934年2月7日  |

台湾總督府高等農林学校（台北公館）
| 代 | 氏名       | 任期                        |
| -- | ---------- | --------------------------- |
| 1  | 大島金太郎 | 1920年5月27日～1934年2月7日 |

台湾總督府台北高等農林学校（台北公館）
| 代 | 氏名       | 任期                        |
| -- | ---------- | --------------------------- |
| 1  | 大島金太郎 | 1920年5月27日～1934年2月7日 |

台北帝國大学附屬農林專門部
| 代 | 氏名       | 任期                         |
| -- | ---------- | ---------------------------- |
| 1  | 大島金太郎 | 1920年5月27日～1934年2月7日  |
| 2  | 八谷正義   | 1934年2月8日～1938年5月3日   |
| 3  | 野田幸豬   | 1938年5月3日～1945年11月30日 |

台湾總督府台中高等農林学校
| 代 | 氏名     | 任期                         |
| -- | -------- | ---------------------------- |
| 1  | 野田幸豬 | 1938年5月3日～1945年11月30日 |

台湾總督府台中農林專門学校
| 代 | 氏名     | 任期                         |
| -- | -------- | ---------------------------- |
| 1  | 野田幸豬 | 1938年5月3日～1945年11月30日 |

| 代     | 氏名   | 任期                          |
| ------ | ------ | ----------------------------- |
| 初代   | 林致平 | 1961年～1963年                |
| 第2代  | 湯恵蓀 | 1963年～1966年                |
| 第3代  | 劉道元 | 1966年～1972年                |
| 第4代  | 羅雲平 | 1972年～1981年                |
| 第5代  | 李崇道 | 1981年8月1日～1984年7月31日   |
| 第6代  | 貢穀紳 | 1984年8月1日～1988年7月31日   |
| 第7代  | 陳清義 | 1988年8月1日～1994年9月30日   |
| 第8代  | 黄東熊 | 1994年10月1日～1997年9月30日  |
| 第9代  | 李成章 | 1997年10月1日～2000年9月30日  |
| 第10代 | 彭作奎 | 2000年10月1日～2001年2月9日   |
| 代理   | 薛敬和 | 2001年2月10日～2001年10月31日 |
| 第11代 | 顔聡   | 2001年11月1日～2004年7月31日  |
| 第12代 | 蕭介夫 | 2004年8月1日～2011年7月31日   |
| 第13代 | 李徳財 | 2011年8月1日～2015年7月31日   |
| 第14代 | 薛富盛 | 2015年8月1日～                |

## 主な出身者
- 卓栄泰 - 行政院長
- 伊藤潔 - 歴史学者
- 常以立 - 外交官、駐オーストラリア台北経済文化代表処処長
- 岡田寛治 - 元朝日新聞社編集委員(客員教授)
- 林耀英 - 大立光電会社設立者
- 黃永仁 - 玉山銀行フィナンシャルグループ会長
- 陳清義 - 九州大学農学博士、 国立中興大学学長
- 葉慶元 - 中国国民党弁護士
- 秦金生 - 親民党幹事長(2005-2016)
- 費鴻泰 - 立法院立法委員(議員)
- 賴明珠 - 翻訳家(台湾における村上春樹の翻訳をほぼ手がける)
- 楊双子 - 小説家
- 張耀升 - 脚本家、映画監督

## TCUS-台湾総合大学システム
Taiwan Comprehensive University System：
- 国立成功大学　工学と医学に強みがある。
- 国立中山大学　海洋学と社会科学が特色。
- 国立中興大学　伝統的に農学で知られる。
- 国立中正大学　法学とスポーツ科学で有名。

## 日本の学生交流協定校
- 東京大学
- 京都大学
- 大阪大学
- 東北大学
- 九州大学
- 北海道大学
- 神戸大学
- 埼玉大学
- 弘前大学
- 山形大学
- 岡山大学
- 山口大学
- 長崎大学
- 佐賀大学
- 鹿児島大学
- 滋賀県立大学
- 明治大学
- 日本大学
- 東洋大学
- 東京農業大学
- 豊田工業大学
- 大阪工業大学
- 近畿大学